# Ella Swings Lightly
Ella Swings Lightly (с англ. — «Элла легко исполняет свинг») — четырнадцатый студийный альбом американской джазовой певицы Эллы Фицджеральд, выпущенный в 1958 году на лейбле Verve Records под студийным номером Verve MG V-4021. В 1992 году Verve перевыпустила запись в формате CD под номером Verve-PolyGram 314-5372582, в новую версию вошли 4 дополнительных трека.
В 1960 году Ella Swings Lightly принёс Фицджеральд награду «Грэмми» в номинации «Лучшее импровизированное джаз-соло».

## Список композиций
| №                   | Название                            | Текст песни         | Музыка                        | Длительность |
| ------------------- | ----------------------------------- | ------------------- | ----------------------------- | ------------ |
| 1.                  | «Little White Lies»                 | Уолтер Дональдсон   | Уолтер Дональдсон             | 2:31         |
| 2.                  | «You Hit the Spot»                  | Мак Гордон          | Гарри Ревель                  | 2:44         |
| 3.                  | «What’s Your Story, Morning Glory?» | Пол Уэбстер         | Мэри Лу Уильямс, Джек Лоуренс | 2:38         |
| 4.                  | «Just You, Just Me»                 | Джесси Грир         | Раймонд Клагес                | 2:19         |
| 5.                  | «As Long as I Live»                 | Тед Колер           | Гарольд Арлен                 | 2:48         |
| 6.                  | «Teardrops from My Eyes»            | Руди Тумбс          | Руди Тумбс                    | 3:45         |
| 7.                  | «Gotta Be This or That»             | Санни Скайлар       | Санни Скайлар                 | 3:05         |
| 8.                  | «Moonlight on the Ganges»           | Честер Уоллес       | Шерман Майерс                 | 2:22         |
| Общая длительность: | Общая длительность:                 | Общая длительность: | Общая длительность:           | 22:12        |

| №                   | Название                               | Текст песни         | Музыка                           | Длительность |
| ------------------- | -------------------------------------- | ------------------- | -------------------------------- | ------------ |
| 9.                  | «My Kinda Love»                        | Джо Трент           | Луис Альтер                      | 3:41         |
| 10.                 | «Blues in the Night»                   | Джонни Мёрсер       | Гарольд Арлен                    | 2:39         |
| 11.                 | «If I Were a Bell»                     | Фрэнк Лессер        | Фрэнк Лессер                     | 2:33         |
| 12.                 | «You’re an Old Smoothie»               | Бадди Дасилва       | Насио Херб Браун, Ричард Уайтинг | 2:45         |
| 13.                 | «Little Jazz»                          | Бастер Хардинг      | Рой Элдридж                      | 3:02         |
| 14.                 | «You Brought a New Kind of Love to Me» | Ирвинг Кагаль       | Сэмми Фэйн                       | 2:18         |
| 15.                 | «Knock Me a Kiss»                      | Майк Джексон        | Майк Джексон                     | 4:06         |
| 16.                 | «720 in the Books»                     | Гарольд Адамсон     | Лео Уотсон, Иан Савитт           | 2:52         |
| Общая длительность: | Общая длительность:                    | Общая длительность: | Общая длительность:              | 23:56        |

| №                   | Название                                               | Текст песни         | Музыка              | Длительность |
| ------------------- | ------------------------------------------------------ | ------------------- | ------------------- | ------------ |
| 17.                 | «Oh, What a Night for Love» (Long version)             | Стив Аллен          | Нил Хефти           | 3:26         |
| 18.                 | «Little Jazz» (Alternative take)                       | Ирвинг Кагаль       | Сэмми Фэйн          | 3:01         |
| 19.                 | «Dreams Are Made for Children» (Previously unreleased) | Мэк Дэвид           | Джерри Ливингстон   | 2:36         |
| 20.                 | «Oh, What a Night for Love» (45rpm 7" Single Version)  |                     |                     | 2:24         |
| Общая длительность: | Общая длительность:                                    | Общая длительность: | Общая длительность: | 11:27        |

## Участники записи
- Элла Фицджеральд — вокал.
- Бад Шэнк — альт-саксофон.
- Билл Холман — тенор-саксофон.
- Мэд Флори — баритон-саксофон.
- Лу Леви — фортепиано.
- Мэл Льюис — барабаны.
- Дон Фагерквист — труба.
- Джо Мондрагон — контрабас.
- Аль Порчино — труба.
- Боб Эневольдсен — тенор-саксофон.
- Винс Дероза — духовые инструменты.